# 夏目友人帳 (アニメ)
『夏目友人帳』（なつめゆうじんちょう）は、緑川ゆきによる同名の漫画を原作とする、日本のアニメーション作品。
2008年のテレビアニメ第一期放送を皮切りに、OVA、劇場アニメなど複数の媒体で発表されている。本項目ではそれらの関連作品について記述する。

## 沿革
テレビアニメは2008年からシリーズが制作されており、テレビ東京系列ほかにて放送されている。
第一期『夏目友人帳』は、2008年7月から9月まで放送。
第二期『続 夏目友人帳』（ぞく なつめゆうじんちょう）は、2009年1月から3月までで放送。第一期の夏の季節から、今作では冬の季節へと巡る。放送時期に合わせ、冬から春の季節までをテーマに描いた物語が綴られていく。DVD各巻には映像特典として『3Dニャンコ先生劇場』が収録（全5話）。CGのニャンコ先生による超短編コントとなっている。
第三期『夏目友人帳 参』（なつめゆうじんちょう さん）は、2011年7月から9月まで放送。
第四期『夏目友人帳 肆』（なつめゆうじんちょう し）は、2012年1月から3月まで放送。
『LaLa』2013年8月号 - 10月号と『LaLa DX』2013年9月号にて、新作オリジナルアニメ「ニャンコ先生とはじめてのおつかい」を収録したDVDの応募者全員サービスが実施された。
2014年2月5日にOVA『夏目友人帳 いつかゆきのひに』が発売された。映像特典として上記「ニャンコ先生とはじめてのおつかい」も収録。また、音声特典として『集い 音劇の章』を収録。「偽り神」と「守り犬」は劇作家の藤沢文翁がSOUND THEATRE用に書き下ろしている。
第五期『夏目友人帳 伍』（なつめゆうじんちょう ご）は、2016年10月から12月まで放送。本シリーズからアニメーション制作会社が朱夏に変更された。Blu-ray・DVD第4巻および第5巻には新規エピソードの特別編として「一夜盃」（ひとよさかずき）「遊戯の宴」がそれぞれ収録された。
第六期『夏目友人帳 陸』（なつめゆうじんちょう ろく）は、2017年4月より6月まで放送された。Blu-ray・DVD第4巻および第5巻には新規エピソードの特別編として「鈴鳴るの切り株」「無限のかけら」がそれぞれ収録された。
2018年9月29日に劇場アニメ第1作『劇場版 夏目友人帳 〜うつせみに結ぶ〜』が、2021年1月26日には劇場アニメ第2作『夏目友人帳 石起こしと怪しき来訪者』がそれぞれ公開された。
第七期『夏目友人帳 漆』（なつめゆうじんちょう しち）は、2023年7月1日に制作が発表され、2024年10月から12月まで放送された。

## 登場人物
- 夏目 貴志（なつめ たかし） - 声：神谷浩史
- ニャンコ先生（ニャンコせんせい） / 斑（まだら） - 声：井上和彦
- 夏目 レイコ（なつめ レイコ） - 声：小林沙苗
- 田沼 要（たぬま かなめ） - 声：堀江一眞
- 多軌 透（たき とおる） - 声：佐藤利奈
- 名取 周一（なとり しゅういち） - 声：石田彰
- 的場 静司（まとば せいじ） - 声：諏訪部順一

## スタッフ
|                                                       | 第一期                   | 第二期                   | 第三期                   | 第四期                   | OVA                      | 第五期                   | 第六期                   | 第七期                    |
| ----------------------------------------------------- | ------------------------ | ------------------------ | ------------------------ | ------------------------ | ------------------------ | ------------------------ | ------------------------ | ------------------------- |
| 原作                                                  | 緑川ゆき                 | 緑川ゆき                 | 緑川ゆき                 | 緑川ゆき                 | 緑川ゆき                 | 緑川ゆき                 | 緑川ゆき                 | 緑川ゆき                  |
| 総監督                                                | N/A                      | N/A                      | N/A                      | N/A                      | 大森貴弘                 | 大森貴弘                 | 大森貴弘                 | 大森貴弘                  |
| 監督                                                  | 大森貴弘                 | 大森貴弘                 | 大森貴弘                 | 大森貴弘                 | 出合小都美               | 出合小都美               | 出合小都美               | 伊藤秀樹                  |
| シリーズ構成                                          | 金巻兼一                 | 金巻兼一                 | 村井さだゆき             | 村井さだゆき             | N/A                      | 村井さだゆき             | 村井さだゆき             | 村井さだゆき              |
| キャラクターデザイン                                  | 髙田晃                   | 髙田晃                   | 髙田晃                   | 髙田晃                   | 髙田晃                   | 髙田晃                   | 髙田晃                   | 髙田晃                    |
| 妖怪デザイン アクション作画監督 （第四期、第五期 - ） | 山田起生                 | 山田起生                 | 山田起生                 | 山田起生                 | 山田起生                 | 山田起生                 | 山田起生                 | 山田起生                  |
| 美術                                                  | 渋谷幸弘                 | 渋谷幸弘                 | 渋谷幸弘                 | 渋谷幸弘                 | 渋谷幸弘                 | 渋谷幸弘                 | 渋谷幸弘                 | 渋谷幸弘                  |
| 美術                                                  | N/A                      | N/A                      | N/A                      | N/A                      | N/A                      | N/A                      | N/A                      | 三宅真央                  |
| 色彩設計                                              | 宮脇裕美                 | 宮脇裕美                 | 宮脇裕美                 | 宮脇裕美                 | 宮脇裕美                 | 宮脇裕美                 | 宮脇裕美                 | 宮脇裕美                  |
| 撮影                                                  | 田村仁                   | 田村仁                   | 田村仁                   | 田村仁                   | 田村仁                   | 田村仁                   | 田村仁                   | 平本瑛子                  |
| 撮影                                                  | N/A                      | N/A                      | N/A                      | N/A                      | N/A                      | 川田哲矢                 | 川田哲矢                 | N/A                       |
| 画面設計                                              | N/A                      | N/A                      | N/A                      | N/A                      | N/A                      | N/A                      | N/A                      | 田村仁                    |
| 編集                                                  | 関一彦                   | 関一彦                   | 関一彦                   | 関一彦                   | 関一彦                   | 関一彦                   | 関一彦                   | 関一彦                    |
| 音楽                                                  | 吉森信                   | 吉森信                   | 吉森信                   | 吉森信                   | 吉森信                   | 吉森信                   | 吉森信                   | 吉森信                    |
| 音楽制作                                              | アニプレックス           | アニプレックス           | アニプレックス           | アニプレックス           | アニプレックス           | アニプレックス           | アニプレックス           | アニプレックス            |
| プロデューサー                                        | 横山朱子                 | 横山朱子                 | 横山朱子                 | 横山朱子                 | 横山朱子                 | 横山朱子                 | 横山朱子                 | 鈴木遼河、小林悟 鈴木浩介 |
| プロデューサー                                        | 三宅将典、市川育秀       | 三宅将典、市川育秀       | 京谷知美、佐々木礼子     | 京谷知美、佐々木礼子     | 京谷知美、佐々木礼子     | 村松紗也子               | 村松紗也子               | 村松紗也子                |
| プロデューサー                                        | 小田原明子               | 村松紗也子               | 菅原弘文                 | 菅原弘文                 | 種岡智子                 | 矢崎史、佐藤一哉         | 矢崎史、佐藤一哉         | N/A                       |
| アニメーション プロデューサー                         | 佐藤由美                 | 佐藤由美                 | 佐藤由美                 | 佐藤由美                 | 佐藤由美                 | 佐藤由美                 | 佐藤由美                 | 佐藤由美                  |
| アニメーション制作                                    | ブレインズ・ベース       | ブレインズ・ベース       | ブレインズ・ベース       | ブレインズ・ベース       | ブレインズ・ベース       | 朱夏                     | 朱夏                     | 朱夏                      |
| 制作                                                  | NAS                      | NAS                      | NAS                      | NAS                      | NAS                      | NAS                      | NAS                      | NAS                       |
| 製作                                                  | 「夏目友人帳」製作委員会 | 「夏目友人帳」製作委員会 | 「夏目友人帳」製作委員会 | 「夏目友人帳」製作委員会 | 「夏目友人帳」製作委員会 | 「夏目友人帳」製作委員会 | 「夏目友人帳」製作委員会 | 「夏目友人帳」製作委員会  |

## 主題歌
| 作品   | 曲名               | 歌              | 作詞             | 作曲            | 編曲                                  |
| ------ | ------------------ | --------------- | ---------------- | --------------- | ------------------------------------- |
| 第一期 | 一斉の声           | 喜多修平        | 椎名慶治         | TAKUYA          | TAKUYA、h-wonder                      |
| 第二期 | あの日タイムマシン | LONG SHOT PARTY | sasaji           | LONG SHOT PARTY | LONG SHOT PARTY                       |
| 第三期 | 僕にできること     | HOW MERRY MARRY | 竹内修、工藤圭一 | 工藤圭一        | 松岡トモキ、伊藤隆博、HOW MERRY MARRY |
| 第四期 | 今、このとき。     | ひいらぎ        | 恵梨香           | 恵梨香          | 浅田信一                              |
| 第五期 | タカラバコ         | ササノマリイ    | ササノマリイ     | ササノマリイ    | N/A                                   |
| 第六期 | フローリア         | 佐香智久        | 佐香智久         | 佐香智久        | 野村陽一郎                            |
| 第七期 | Alca               | 柏木ひなた      | 中村泰輔         | 中村泰輔        | 中村泰輔、TomoLow                     |

| 作品   | 曲名                     | 歌         | 作詞                         | 作曲             | 編曲               |
| ------ | ------------------------ | ---------- | ---------------------------- | ---------------- | ------------------ |
| 第一期 | 夏夕空                   | 中孝介     | 江崎とし子                   | 江崎とし子       | 羽毛田丈史         |
| 第二期 | 愛してる                 | 高鈴       | 高鈴                         | 高鈴             | 伊藤ゴロー         |
| 第三期 | 君ノカケラ feat 宮本笑里 | 中孝介     | いしわたり淳治               | 遠藤慎吾         | 藤本和則           |
| 第四期 | たからもの               | 河野マリナ | こだまさおり                 | 神前暁           | 神前暁、高田龍一   |
| 第五期 | 茜さす                   | Aimer      | aimerrhythm                  | 釣俊輔           | 玉井健二、釣俊輔   |
| 第六期 | きみのうた               | 安田レイ   | 安田レイ、玉井健二、石原理酉 | 飛内将大         | 玉井健二、飛内将大 |
| 第七期 | こまりわらい             | 近藤利樹   | 横井香菜                     | 横井香菜、YU-JIN | Tak Miyazawa       |

## 評価
アニメ！アニメ！が2021年に実施した「“冬”に見たくなるアニメといえば？」と題した読者アンケートでは『ゆるキャン△』に次ぐ第2位を記録している。
第3回声優アワードでは本作で夏目貴志を演じた神谷浩史が主演男優賞を、本作でニャンコ先生を演じた井上和彦がサブキャラクター男優賞をそれぞれ受賞した。
アニメライターのやまゆーは本作について以下のように述べている。
中国オタク事情に精通した百元籠羊は、中国では日本の妖怪モノ・和風伝奇系の作品の人気が高く、中国のオタク界隈でも日本妖怪系の人気作品が定期的に出ているが、本作はその流れを作った草分け的な存在であるとしている。また、近年の中国では珍しく幅広い年代にファンが存在している作品でもあるとしている。
一般社団法人アニメツーリズム協会が毎年発表する『訪れてみたい日本のアニメ聖地88』の2025年版に「熊本県人吉市・球磨地域ほか」が選ばれた。

## 各話リスト

### 各話リスト（テレビアニメ）
| 話数     | サブタイトル   | 脚本     | 絵コンテ       | 演出           | 作画監督                | 総作画監督      | 初放送日      |
| -------- | -------------- | -------- | -------------- | -------------- | ----------------------- | --------------- | ------------- |
| 第一話   | 猫と友人       | 金巻兼一 | 大森貴弘       | 大森貴弘       | 髙田晃 山田起生         | -               | 2008年 7月8日 |
| 第二話   | 露神の祠       | 金巻兼一 | うえだひでひと | 境橋渡         | 青野厚司                | 髙田晃 山田起生 | 7月15日       |
| 第三話   | 八ツ原の怪人   | 荒木憲一 | 大畑清隆       | 松本マサユキ   | 本橋秀之 大浪太         | 髙田晃 山田起生 | 7月22日       |
| 第四話   | 時雨と少女     | 高木登   | 島西佐誉太     | 黒田晃一郎     | ふくだのりゆき 仲田美歩 | 髙田晃 山田起生 | 7月29日       |
| 第五話   | 心色の切符     | 金巻兼一 | 菱田正和       | 河村智之       | 奥野治男                | 髙田晃 山田起生 | 8月5日        |
| 第六話   | 水底の燕       | 関島眞頼 | 篠原俊哉       | 小坂春女       | 本橋秀之 大浪太         | 髙田晃 山田起生 | 8月12日       |
| 第七話   | 子狐のぼうし   | 関島眞頼 | うえだひでひと | うえだひでひと | 亀谷響子                | 髙田晃 山田起生 | 8月19日       |
| 第八話   | 儚い光         | 高木登   | 後藤圭二       | 畠山茂樹       | 斉藤和也 野道佳代       | 髙田晃 山田起生 | 8月26日       |
| 第九話   | あやかし祓い   | 荒木憲一 | 名村英敏       | 清水久敏       | 青野厚司                | 髙田晃 山田起生 | 9月2日        |
| 第十話   | アサギの琴     | 加賀未恵 | 大畑清隆       | 小坂春女       | 本橋秀之                | 髙田晃 山田起生 | 9月9日        |
| 第十一話 | ニャンコ徒然帳 | 荒木憲一 | うえだひでひと | 青柳宏宜       | 田中織枝                | 髙田晃 山田起生 | 9月16日       |
| 第十二話 | 五日印         | 関島眞頼 | 黒田晃一郎     | 黒田晃一郎     | 緒方浩美 仲田美歩       | 髙田晃 山田起生 | 9月23日       |
| 第十三話 | 秋の夜宴       | 金巻兼一 | 名村英敏       | 清水久敏       | 青野厚司                | 髙田晃 山田起生 | 9月30日       |

| 話数     | サブタイトル      | 脚本     | 絵コンテ       | 演出           | 作画監督          | 総作画監督      | 初放送日      |
| -------- | ----------------- | -------- | -------------- | -------------- | ----------------- | --------------- | ------------- |
| 第一話   | 奪われた友人帳    | 関島眞頼 | 大森貴弘       | 大森貴弘       | 髙田晃 山田起生   | -               | 2009年 1月6日 |
| 第二話   | 春に溶ける        | 加賀未恵 | 矢野博之       | 中村里美       | 本橋秀之 大西貴子 | 髙田晃 山田起生 | 1月13日       |
| 第三話   | 妖退治 湯けむり行 | 荒木憲一 | 清水久敏       | 清水久敏       | 亀谷響子          | 髙田晃 山田起生 | 1月20日       |
| 第四話   | 雛、孵る          | 高木登   | 高田淳         | 高田淳         | 亀谷響子          | 髙田晃 山田起生 | 1月27日       |
| 第五話   | 約束の樹          | 金巻兼一 | 大畑清隆       | 松本マサユキ   | 斉藤和也 野道佳代 | 髙田晃 山田起生 | 2月3日        |
| 第六話   | 少女の陣          | 荒木憲一 | 後藤圭二       | 中野英明       | 奥野治男          | 髙田晃 山田起生 | 2月10日       |
| 第七話   | 呼んではならぬ    | 加賀未恵 | 後藤圭二       | 清水久敏       | 田中織枝          | 髙田晃 山田起生 | 2月17日       |
| 第八話   | 不死の想い        | 関島眞頼 | 寺東克己       | 梅本唯         | 久木晃嗣          | 髙田晃 山田起生 | 2月24日       |
| 第九話   | 桜並木の彼        | 高木登   | うえだひでひと | うえだひでひと | 斉藤和也 野道佳代 | 髙田晃 山田起生 | 3月3日        |
| 第十話   | 仮家              | 関島眞頼 | 今掛勇         | 今掛勇         | 髙田晃            | 山田起生        | 3月10日       |
| 第十一話 | 呪術師の会        | 高木登   | 名村英敏       | 清水久敏       | 青野厚司          | 髙田晃 山田起生 | 3月17日       |
| 第十二話 | 廃屋の少年        | 金巻兼一 | 今掛勇         | 松本マサユキ   | 奥野治男 田中織枝 | 髙田晃 山田起生 | 3月24日       |
| 第十三話 | 人と妖            | 金巻兼一 | 寺東克己       | 大森貴弘       | 髙田晃 山田起生   | -               | 3月31日       |

| 話数     | サブタイトル   | 脚本         | 絵コンテ       | 演出           | 作画監督                   | 総作画監督      | 初放送日      |
| -------- | -------------- | ------------ | -------------- | -------------- | -------------------------- | --------------- | ------------- |
| 第一話   | 妖しきものの名 | 村井さだゆき | 篠原俊哉       | 大森貴弘       | 田中織枝 山田起生          | 髙田晃          | 2011年 7月5日 |
| 第二話   | 浮春の郷       | 村井さだゆき | 寺東克己       | 中村里美       | 川添政和                   | 髙田晃 山田起生 | 7月12日       |
| 第三話   | 偽りの友人     | 花田十輝     | 名村英敏       | 園田雅裕       | 松本文男                   | 髙田晃 山田起生 | 7月19日       |
| 第四話   | 幼き日々に     | 吉永亜矢     | うえだひでひと | うえだひでひと | 青野厚司                   | 髙田晃 山田起生 | 7月26日       |
| 第五話   | 蔵にひそむもの | 大野木寛     | 大畑清隆       | 高橋秀弥       | 近藤奈都子                 | 髙田晃 山田起生 | 8月2日        |
| 第六話   | 人ならぬもの   | 花田十輝     | 寺東克己       | 園田雅裕       | 松本文男                   | 髙田晃 山田起生 | 8月9日        |
| 第七話   | 祓い屋         | 花田十輝     | 寺東克己       | 中村里美       | 田中織枝                   | 髙田晃 山田起生 | 8月16日       |
| 第八話   | 子狐のとけい   | 村井さだゆき | 小島正幸       | 松田清         | 川添政和                   | 山田起生        | 8月23日       |
| 第九話   | 秋風切って     | 吉永亜矢     | 園田雅裕       | 園田雅裕       | 松本文男                   | 髙田晃 山田起生 | 8月30日       |
| 第十話   | 割れた鏡       | 大野木寛     | 高橋秀弥       | 高橋秀弥       | 青野厚司                   | 髙田晃 山田起生 | 9月6日        |
| 第十一話 | 映すもの       | 大野木寛     | 渡部高志       | 園田雅裕       | 福世孝明                   | 髙田晃 山田起生 | 9月13日       |
| 第十二話 | 帰る場所       | 吉永亜矢     | 久木晃嗣       | 久木晃嗣       | 池内直子 村山公輔 伊藤秀樹 | 髙田晃 山田起生 | 9月20日       |
| 第十三話 | 夏目遊戯帳     | 村井さだゆき | 大森貴弘       | 松田清         | 川添政和 近藤奈都子        | 髙田晃 山田起生 | 9月27日       |

| 話数     | サブタイトル   | 脚本         | 絵コンテ | 演出         | 作画監督                          | 総作画監督 | 初放送日      |
| -------- | -------------- | ------------ | -------- | ------------ | --------------------------------- | ---------- | ------------- |
| 第一話   | とらわれた夏目 | 花田十輝     | 寺東克己 | 大森貴弘     | 田中織枝 山田起生                 | 髙田晃     | 2012年 1月3日 |
| 第二話   | 東方の森       | 花田十輝     | 寺東克己 | 園田雅裕     | 松本文男                          | 髙田晃     | 1月10日       |
| 第三話   | 小さきもの     | 大野木寛     | 中村里美 | 中村里美     | 川添政和                          | 髙田晃     | 1月17日       |
| 第四話   | 代答           | 吉永亜矢     | 長沼範裕 | 出合小都美   | 羽山賢二                          | 髙田晃     | 1月24日       |
| 第五話   | 過ぎし日の君に | 村井さだゆき | 寺東克己 | 園田雅裕     | 松本文男                          | 髙田晃     | 1月31日       |
| 第六話   | 硝子のむこう   | 花田十輝     | 松田清   | 松田清       | 近藤奈都子                        | 髙田晃     | 2月7日        |
| 第七話   | 人と妖の間で   | 花田十輝     | 寺東克己 | 黒柳トシマサ | 田中織枝                          | 髙田晃     | 2月14日       |
| 第八話   | 惑いし頃に     | 村井さだゆき | 小島正幸 | 小島正幸     | 川添政和                          | 髙田晃     | 2月21日       |
| 第九話   | 月分祭         | 大野木寛     | 園田雅裕 | 園田雅裕     | 松本文男                          | 髙田晃     | 2月28日       |
| 第十話   | 祀られた神様   | 大野木寛     | 寺東克己 | 中村里美     | 徳田夢之介 青野厚司 阿部航 岸友洋 | 髙田晃     | 3月6日        |
| 第十一話 | 一枚の写真     | 吉永亜矢     | 園田雅裕 | 園田雅裕     | 松本文男                          | 髙田晃     | 3月13日       |
| 第十二話 | 記憶の扉       | 吉永亜矢     | 寺東克己 | 松田清       | 川添政和 田中織枝                 | 髙田晃     | 3月20日       |
| 第十三話 | 遠き家路       | 吉永亜矢     | 寺東克己 | 大森貴弘     | 近藤奈都子 髙田晃 山田起生        | 髙田晃     | 3月27日       |

| 話数     | サブタイトル     | 脚本         | 絵コンテ          | 演出                | 作画監督                                                                         | 総作画監督 | 初放送日       |
| -------- | ---------------- | ------------ | ----------------- | ------------------- | -------------------------------------------------------------------------------- | ---------- | -------------- |
| 第一話   | 変わらぬ姿       | 村井さだゆき | 出合小都美        | 大城美幸 出合小都美 | 伊藤秀樹 山田起生                                                                | 髙田晃     | 2016年 10月5日 |
| 第二話   | 悪戯な雨         | 吉永亜矢     | 中野英明 小島正幸 | 青柳宏宜            | 山﨑絵里 田中織枝 池田早香                                                       | 髙田晃     | 10月12日       |
| 第三話   | 祓い屋からの手紙 | 村井さだゆき | 寺東克己          | 柳屋圭宏            | 宗崎暢芳 川添政和 冨永拓生 池田早香 松浦麻衣 永川桃子 大河原列                   | -          | 10月19日       |
| 第四話   | 連鎖の陰         | 大野木寛     | 寺東克己          | 矢部哲平            | 篠原隆 KIM YONGSIK 佐藤このみ Lee Min-Gu 木下由美子                              | 伊藤秀樹   | 10月26日       |
| 第五話   | 結んではいけない | 大野木寛     | 大城美幸          | 大城美幸            | 西川絵奈 田中織枝 池田早香                                                       | -          | 11月2日        |
| 第六話   | 音無しの谷       | 國澤真理子   | ユキヒロマツシタ  | 小林孝志            | 小畑賢 桐谷真咲 坂友加里 谷口りつ子 小林優子 挽本敦子 青野厚司 上西麻那 松下純子 | -          | 11月9日        |
| 第七話   | 遠い祭り火       | 吉永亜矢     | 寺東克己          | 鳥羽聡              | 川添政和 小林利充 合田真さ美 甲藤円 安西俊之                                     | -          | 11月23日       |
| 第八話   | 歪みなき世界     | 大野木寛     | 大城美幸 平向智子 | 大城美幸 平向智子   | 大城美幸 青野厚司 竹本未希 池田早香                                              | -          | 11月30日       |
| 第九話   | 険しきをゆく     | 國澤真理子   | 沖田宮奈          | 安田賢司            | 荒木裕 伊藤郁子 中山みゆき NAMUアニメーション Kim Myeongsim                      | -          | 12月7日        |
| 第十話   | 塔子と滋         | 村井さだゆき | 篠原俊哉          | 鈴木孝聡            | 島崎知美 西川絵奈 青野厚司                                                       | -          | 12月14日       |
| 第十一話 | 儚き者へ         | 村井さだゆき | 伊藤秀樹          | 伊藤秀樹            | 本橋秀之 青野厚司 池田早香                                                       | -          | 12月21日       |
| 特別編1  | 一夜盃           | 吉永亜矢     | 寺東克己          | 小林孝志            | 川添政和 伊藤秀樹 宗崎暢芳 青野厚司 合田真さ美                                   | 伊藤秀樹   | 2018年 2月3日  |
| 特別編2  | 遊戯の宴         | 大野木寛     | 柳屋圭宏          | 柳屋圭宏            | 宇崎暢芳 斉藤和也 青野厚司 本橋秀之                                              | -          | 2018年 2月3日  |

| 話数     | サブタイトル   | 脚本         | 絵コンテ   | 演出       | 作画監督                                     | 総作画監督 | 初放送日       |
| -------- | -------------- | ------------ | ---------- | ---------- | -------------------------------------------- | ---------- | -------------- |
| 第一話   | つきひぐい     | 村井さだゆき | 出合小都美 | 出合小都美 | 田中織枝                                     | 伊藤秀樹   | 2017年 4月12日 |
| 第二話   | 明日咲く       | 吉永亜矢     | 佐山聖子   | 佐々木純人 | Kim Myeongsim 赤堀重雄                       | 伊藤秀樹   | 4月19日        |
| 第三話   | 二体さま       | 國澤真理子   | 寺東克己   | 梅本唯     | 久木晃嗣 川添政和                            | 伊藤秀樹   | 4月26日        |
| 第四話   | 違える瞳       | 大野木寛     | 大城美幸   | 大城美幸   | 山﨑絵里                                     | 伊藤秀樹   | 5月3日         |
| 第五話   | 縛られしもの   | 大野木寛     | 大城美幸   | 大城美幸   | 西川絵奈 大城美幸                            | 伊藤秀樹   | 5月10日        |
| 第六話   | 西村と北本     | 村井さだゆき | 吉田泰三   | 村上勉     | 李少雷 YU BONGHYUN Park Jaeseok              | 伊藤秀樹   | 5月17日        |
| 第七話   | ゴモチの恩人   | 吉永亜矢     | 金森陽子   | 金森陽子   | 川添政和 川妻智美                            | 伊藤秀樹   | 5月24日        |
| 第八話   | いつかくる日   | 國澤真理子   | 梅本唯     | 岩崎太郎   | 田中織枝 山﨑絵里                            | 伊藤秀樹   | 5月31日        |
| 第九話   | ながれゆくは   | 大野木寛     | 菅沼栄治   | 鈴木孝聡   | 西川絵奈 青野厚司                            | 伊藤秀樹   | 6月7日         |
| 第十話   | 閉ざされた部屋 | 大森貴弘     | 寺東克己   | 菅原静貴   | 川添政和 川妻智美                            | 伊藤秀樹   | 6月14日        |
| 第十一話 | 大切なモノ     | 大森貴弘     | 寺東克己   | 出合小都美 | 田中織枝 山﨑絵里 大城美幸 伊藤秀樹 冨永拓生 | 伊藤秀樹   | 6月21日        |
| 特別編3  | 鈴鳴るの切り株 | 村井さだゆき | 寺東克己   | 川久保圭史 | 鎌田均                                       | 伊藤秀樹   | 2018年 2月10日 |
| 特別編4  | 夢幻のかけら   | 國澤真理子   | 岩崎太郎   | 出合小都美 | 川妻智美                                     | 伊藤秀樹   | 2018年 2月10日 |

| 話数     | サブタイトル     | 脚本         | 絵コンテ | 演出            | 作画監督                                            | 総作画監督 | 初放送日       |
| -------- | ---------------- | ------------ | -------- | --------------- | --------------------------------------------------- | ---------- | -------------- |
| 第一話   | 破片は愁う       | 大森貴弘     | 伊藤秀樹 | 伊藤秀樹        | 尾井久郎 玉置敬子                                   | 髙田晃     | 2024年 10月8日 |
| 第二話   | いつかの庭       | 村井さだゆき | 伊藤秀樹 | 伊藤秀樹        | 狩野都                                              | 田中織枝   | 10月15日       |
| 第三話   | とおかんや       | 大野木寛     | 大城美幸 | 大城美幸        | 川村敏江                                            | 髙田晃     | 10月22日       |
| 第四話   | 頁の奥           | 吉永亜矢     | 川崎芳樹 | 髙田淳 伊藤秀樹 | 尾井久郎 玉置敬子                                   | 田中織枝   | 10月29日       |
| 第五話   | ちょびの宝物     | 大森貴弘     | 大森貴弘 | 大森貴弘        | 狩野都                                              | 髙田晃     | 11月5日        |
| 第六話   | 廃駅・ふたつの輪 | 大野木寛     | 大城美幸 | 大城美幸        | 川村敏江                                            | 髙田晃     | 11月12日       |
| 第七話   | 苦手なふたり     | 吉永亜矢     | 川妻智美 | 川妻智美        | 川村敏江 狩野都 玉置敬子 川妻智美                   | 田中織枝   | 11月19日       |
| 第八話   | 月夜の夏目       | 吉永亜矢     | 大森貴弘 | 大森貴弘        | 狩野都 川村敏江 尾井久郎 玉置敬子 川妻智美          | 髙田晃     | 11月26日       |
| 第九話   | 儀式を阻む者     | 大森貴弘     | 大城美幸 | 大城美幸        | 川村敏江                                            | 田中織枝   | 12月3日        |
| 第十話   | 約束の残る家     | 大森貴弘     | 大城美幸 | 大城美幸        | 尾井久郎 大城美幸 玉置敬子                          | 田中織枝   | 12月10日       |
| 第十一話 | 名前を教えて     | 村井さだゆき | 伊藤秀樹 | 伊藤秀樹        | 川村敏江 狩野都 川妻智美 川添政和 中村深雪 尾井久郎 | 田中織枝   | 12月17日       |
| 第十二話 | 夢路より         | 村井さだゆき | 伊藤秀樹 | 伊藤秀樹        | 狩野都 尾井久郎 太田里香 川村敏江 川妻智美          | 髙田晃     | 12月24日       |

### 各話リスト（OVA）
|      | サブタイトル                     | 脚本     | 演出       | 作画監督        | 初放送日       |
| ---- | -------------------------------- | -------- | ---------- | --------------- | -------------- |
| OVA1 | ニャンコ先生とはじめてのおつかい | 大森貴弘 | 出合小都美 | 髙田晃 山田起生 | 2015年 2月11日 |
| OVA2 | いつかゆきのひに                 | 吉永亜矢 | -          | 髙田晃 山田起生 | 2015年 2月11日 |

## 放送局
| 放送期間                | 放送時間                     | 放送局         | 対象地域       | 備考                                           |
| ----------------------- | ---------------------------- | -------------- | -------------- | ---------------------------------------------- |
| 2008年7月8日 - 9月30日  | 火曜 1:00 - 1:30 (月曜深夜)  | テレビ東京     | 関東広域圏     | 製作参加                                       |
| 2008年7月9日 - 10月1日  | 水曜 1:28 - 1:58（火曜深夜） | テレビ愛知     | 愛知県         |                                                |
|                         | 水曜 2:30 - 3:00（火曜深夜） | テレビ北海道   | 北海道         |                                                |
| 2008年7月11日 - 10月3日 | 金曜 2:48 - 3:18（木曜深夜） | TVQ九州放送    | 福岡県         |                                                |
| 2008年7月13日 - 10月5日 | 日曜 2:05 - 2:35（土曜深夜） | テレビ大阪     | 大阪府         |                                                |
|                         | 日曜 2:10 - 2:40（土曜深夜） | テレビせとうち | 岡山県・香川県 |                                                |
| 2008年8月5日 - 10月28日 | 火曜 1:55 - 2:25（月曜深夜） | テレビ熊本     | 熊本県         |                                                |
| 2008年9月5日 - 11月28日 | 金曜 10:30 - 11:00           | AT-X           | 日本全域       | CS放送 / 『アニメ女子部』枠 / リピート放送あり |

| 放送期間                                     | 放送時間                            | 放送局         | 対象地域       | 備考                                           |
| -------------------------------------------- | ----------------------------------- | -------------- | -------------- | ---------------------------------------------- |
| 2009年1月6日 - 3月31日                       | 火曜 1:00 - 1:30（月曜深夜）        | テレビ東京     | 関東広域圏     | 製作参加                                       |
| 2009年1月7日 - 4月1日                        | 水曜 1:28 - 1:58（火曜深夜）        | テレビ愛知     | 愛知県         |                                                |
|                                              | 水曜 2:30 - 3:00（火曜深夜）        | テレビ北海道   | 北海道         |                                                |
| 2009年1月9日 - 4月3日                        | 金曜 2:48 - 3:18（木曜深夜）        | TVQ九州放送    | 福岡県         |                                                |
| 2009年1月11日 - 4月5日                       | 日曜 2:05 - 2:35（土曜深夜）        | テレビ大阪     | 大阪府         |                                                |
|                                              | 日曜 2:10 - 2:40（土曜深夜）        | テレビせとうち | 岡山県・香川県 |                                                |
| 2009年3月6日 - 3月27日2009年4月3日 - 5月29日 | 金曜 10:00 - 10:30金曜 9:30 - 10:00 | AT-X           | 日本全域       | CS放送 / 『アニメ女子部』枠 / リピート放送あり |

| 放送期間                | 放送時間                     | 放送局         | 対象地域       | 備考                      |
| ----------------------- | ---------------------------- | -------------- | -------------- | ------------------------- |
| 2011年7月5日 - 9月27日  | 火曜 1:30 - 2:00（月曜深夜） | テレビ東京     | 関東広域圏     | 製作参加                  |
| 2011年7月6日 - 9月28日  | 水曜 2:05 - 2:35（火曜深夜） | テレビ大阪     | 大阪府         |                           |
|                         | 水曜 2:28 - 2:58（火曜深夜） | TVQ九州放送    | 福岡県         |                           |
| 2011年7月7日 - 9月29日  | 木曜 1:50 - 2:20（水曜深夜） | テレビせとうち | 岡山県・香川県 |                           |
|                         | 木曜 2:20 - 2:50（水曜深夜） | テレビ北海道   | 北海道         |                           |
| 2011年7月8日 - 9月30日  | 金曜 2:30 - 3:00（木曜深夜） | テレビ愛知     | 愛知県         |                           |
| 2011年7月12日 - 10月4日 | 火曜 11:30 - 12:00           | AT-X           | 日本全域       | CS放送 / リピート放送あり |

| 放送期間                | 放送時間                     | 放送局         | 対象地域       | 備考                      |
| ----------------------- | ---------------------------- | -------------- | -------------- | ------------------------- |
| 2012年1月3日 - 3月27日  | 火曜 1:30 - 2:00（月曜深夜） | テレビ東京     | 関東広域圏     | 製作参加                  |
| 2012年1月4日 - 3月28日  | 水曜 2:28 - 2:58（火曜深夜） | TVQ九州放送    | 福岡県         |                           |
| 2012年1月5日 - 3月29日  | 木曜 1:50 - 2:20（水曜深夜） | テレビせとうち | 岡山県・香川県 |                           |
|                         | 木曜 2:20 - 2:50（水曜深夜） | テレビ北海道   | 北海道         |                           |
| 2012年1月6日 - 3月30日  | 金曜 2:30 - 3:00（木曜深夜） | テレビ愛知     | 愛知県         |                           |
| 2012年1月10日 - 4月3日  | 火曜 11:30 - 12:00           | AT-X           | 日本全域       | CS放送 / リピート放送あり |
| 2012年1月10日 - 3月27日 | 水曜 2:05 - 2:35（火曜深夜） | テレビ大阪     | 大阪府         | 初回は2話連続放送。       |
| 2012年1月17日 - 4月17日 | 火曜 2:25 - 2:55（月曜深夜） | テレビ熊本     | 熊本県         |                           |

| 放送期間                 | 放送時間                     | 放送局         | 対象地域       | 備考                      |
| ------------------------ | ---------------------------- | -------------- | -------------- | ------------------------- |
| 2016年10月5日 - 12月21日 | 水曜 1:35 - 2:05（火曜深夜） | テレビ東京     | 関東広域圏     | 製作参加                  |
|                          |                              | テレビ北海道   | 北海道         |                           |
|                          |                              | テレビ大阪     | 大阪府         |                           |
|                          | 水曜 1:40 - 2:10（火曜深夜） | テレビせとうち | 岡山県・香川県 |                           |
|                          | 水曜 2:35 - 3:05（火曜深夜） | TVQ九州放送    | 福岡県         |                           |
|                          | 水曜 3:05 - 3:35（火曜深夜） | テレビ愛知     | 愛知県         |                           |
|                          | 水曜 22:30 - 23:00           | AT-X           | 日本全域       | CS放送 / リピート放送あり |

| 配信開始日     | 配信時間                                                              | 配信サイト                                        |
| -------------- | --------------------------------------------------------------------- | ------------------------------------------------- |
| 2016年10月5日  | 水曜 12:00 更新                                                       | dアニメストア あにてれしあたー ニコニコチャンネル |
|                | 水曜 12:00 配信開始（第一話） 火曜 0:00（月曜深夜）更新（第二話以降） | GYAO!                                             |
| 2016年10月10日 | 月曜 0:00 - 0:28（日曜深夜）                                          | ニコニコ生放送                                    |
|                | 月曜 12:00 更新                                                       | U-NEXT アニメ放題 バンダイチャンネル              |
| 2016年10月12日 | 水曜 4:00（火曜深夜） 更新                                            | GYAO!ストア                                       |

| 放送期間                                                                                             | 放送時間                     | 放送局         | 対象地域       | 備考                      |
| --- | ---------------------------- | -------------- | -------------- | ------------------------- |
| 2017年4月12日 - 6月21日                                                                              | 水曜 1:35 - 2:05（火曜深夜） | テレビ東京     | 関東広域圏     | 製作参加                  |
| |                              | テレビ北海道   | 北海道         |                           |
| |                              | テレビ大阪     | 大阪府         |                           |
| | 水曜 1:40 - 2:10（火曜深夜） | テレビせとうち | 岡山県・香川県 |                           |
| | 水曜 2:35 - 3:05（火曜深夜） | TVQ九州放送    | 福岡県         |                           |
| | 水曜 3:05 - 3:35（火曜深夜） | テレビ愛知     | 愛知県         |                           |
| | 水曜 23:30 - 木曜 0:00       | AT-X           | 日本全域       | CS放送 / リピート放送あり |
| 2017年5月8日 - 7月24日                                                                               | 月曜 1:55 - 2:25（日曜深夜） | テレビ熊本     | 熊本県         |                           |
| テレビ東京系列・AT-Xでは本放送前週に事前特番として『夏目友人帳 陸 放送記念スペシャル』が放送された。 |                              |                |                |                           |

| 配信開始日    | 配信時間                                                               | 配信サイト                                        |
| ------------- | ---------------------------------------------------------------------- | ------------------------------------------------- |
| 2017年4月12日 | 水曜 12:00 更新                                                        | dアニメストア あにてれしあたー ニコニコチャンネル |
|               | 水曜 12:00 配信開始（第一話） 火曜 0:00（月曜深夜） 更新（第二話以降） | GYAO!                                             |
| 2017年4月17日 | 月曜 0:00 - 0:28（日曜深夜）                                           | ニコニコ生放送                                    |
|               | 月曜 12:00 更新                                                        | あにてれ U-NEXT アニメ放題 バンダイチャンネル     |
| 2017年4月19日 | 水曜 4:00（火曜深夜） 更新                                             | GYAO!ストア                                       |

| 放送期間 | 放送時間                     | 放送局                               | 対象地域                                                    | 備考                                    |
| --- | ---------------------------- | ------------------------------------ | ----------------------------------------------------------- | --------------------------------------- |
| 2024年10月8日 - 12月24日                                                                                               | 火曜 0:00 - 0:30（月曜深夜） | テレビ東京（製作参加） ほか系列全6局 | 北海道・関東広域圏・愛知県・ 大阪府・岡山県・香川県・福岡県 | 字幕放送                                |
| | 火曜 23:30 - 水曜 0:00       | AT-X                                 | 日本全域                                                    | CS放送 / 字幕放送 / リピート放送あり    |
| 2024年10月14日 - 12月30日                                                                                              | 月曜 1:00 - 1:30（日曜深夜） | テレビ熊本                           | 熊本県                                                      |                                         |
| 2024年10月18日 - 12月27日                                                                                              | 金曜 0:59 - 1:29（木曜深夜） | テレビユー福島                       | 福島県                                                      | 最終回のみ2話連続放送。                 |
| 2024年10月20日 - 2025年1月19日                                                                                         | 日曜 1:28 - 1:58（土曜深夜） | 長崎放送                             | 長崎県                                                      |                                         |
| 2024年10月20日 - 2025年1月5日                                                                                          | 日曜 2:13 - 2:43（土曜深夜） | 静岡放送                             | 静岡県                                                      | 『スーパーアニメ6区』枠                 |
| 2024年10月26日 - 2025年1月25日                                                                                         | 土曜 1:53 - 2:23（金曜深夜） | 新潟放送                             | 新潟県                                                      | 『BSN アニメ』枠                        |
| | 土曜 19:00 - 19:30           | アニマックス                         | 日本全域                                                    | BS/CS放送 / 字幕放送 / リピート放送あり |
| 2024年12月11日 - 2025年3月12日                                                                                         | 水曜 1:30 - 2:00（火曜深夜） | びわ湖放送                           | 滋賀県                                                      |                                         |
| テレビ東京・AT-X・テレビユー福島・静岡放送・新潟放送では事前特番『はじめての夏目友人帳』が本放送前週に順次放送された。 |                              |                                      |                                                             |                                         |

| 配信開始日     | 配信時間                   | 配信サイト           |
| -------------- | -------------------------- | -------------------- |
| 2024年10月8日  | 火曜 0:30（月曜深夜） 更新 | Netflix              |
| 2024年10月11日 | 金曜 0:00（木曜深夜） 更新 | dアニメストア U-NEXT |

## 人気エピソードの放送・シリーズセレクション
通常の再放送とは別に、イベントや新シリーズの放送開始あるいは劇場版公開のタイミングに、人気エピソードの放送や傑作選である『夏目友人帳シリーズセレクション』が何度か放送されている。
- 2016年の第五期放送に先立ち、同年4月から9月までテレビ東京で『夏目友人帳シリーズセレクション』を放送[51]。最終週にはOVA「いつかゆきのひに」が地上波初放送された[52]。
- 2018年春、アニメシリーズ10周年および劇場版公開の宣伝などを兼ねてBSジャパンで同年4月4日から『アニメ化10周年記念「夏目友人帳」シリーズセレクション』を放送[53][54]。同年秋には劇場版公開直前の9月2日にAbemaTVで放送された[55]。
- 2020年7月22日から丸井今井札幌本店で開催したSTVラジオ「アニメ・夏目友人帳展」の開催を記念し、同年7月15日深夜に札幌テレビにて第1期第1話を放送[56]。

## 関連商品
発売元は全てアニプレックス。

### BD / DVD
| 巻 | 発売日         | 収録話          | 規格品番  | 規格品番  |
| 巻 | 発売日         | 収録話          | DVD限定版 | DVD通常版 |
| -- | -------------- | --------------- | --------- | --------- |
| 1  | 2008年10月22日 | 第1話 - 第2話   | ANZB-3731 | ANSB-3731 |
| 2  | 2008年11月26日 | 第3話 - 第5話   | N/A       | ANSB-3732 |
| 3  | 2008年12月17日 | 第6話 - 第8話   | N/A       | ANSB-3733 |
| 4  | 2009年1月28日  | 第9話 - 第11話  | N/A       | ANSB-3734 |
| 5  | 2009年2月25日  | 第12話 - 第13話 | ANZB-3735 | ANSB-3735 |

| 巻 | 発売日        | 収録話          | 規格品番  | 規格品番  |
| 巻 | 発売日        | 収録話          | DVD限定版 | DVD通常版 |
| -- | ------------- | --------------- | --------- | --------- |
| 1  | 2009年4月22日 | 第1話 - 第2話   | ANZB-3741 | ANSB-3741 |
| 2  | 2009年5月27日 | 第3話 - 第5話   | N/A       | ANSB-3742 |
| 3  | 2009年6月24日 | 第6話 - 第8話   | N/A       | ANSB-3743 |
| 4  | 2009年7月22日 | 第9話 - 第11話  | N/A       | ANSB-3744 |
| 5  | 2009年8月26日 | 第12話 - 第13話 | ANZS-3745 | ANSB-3745 |

| 巻 | 発売日         | 収録話          | 規格品番  | 規格品番  | 規格品番  |
| 巻 | 発売日         | 収録話          | BD限定版  | DVD限定版 | DVD通常版 |
| -- | -------------- | --------------- | --------- | --------- | --------- |
| 1  | 2011年8月24日  | 第1話 - 第2話   | ANZX-3791 | ANZB-3791 | ANSB-3791 |
| 2  | 2011年9月21日  | 第3話 - 第5話   | ANZX-3793 | ANZB-3793 | ANSB-3793 |
| 3  | 2011年10月26日 | 第6話 - 第8話   | ANZX-3795 | ANZB-3795 | ANSB-3795 |
| 4  | 2011年11月23日 | 第9話 - 第11話  | ANZX-3797 | ANZB-3797 | ANSB-3797 |
| 5  | 2011年12月21日 | 第12話 - 第13話 | ANZX-3799 | ANZB-3799 | ANSB-3799 |

| 巻 | 発売日        | 収録話          | 規格品番     | 規格品番     | 規格品番  |
| 巻 | 発売日        | 収録話          | BD限定版     | DVD限定版    | DVD通常版 |
| -- | ------------- | --------------- | ------------ | ------------ | --------- |
| 1  | 2012年2月22日 | 第1話 - 第2話   | ANZX-3940/42 | ANZB-3940/42 | ANSB-3940 |
| 2  | 2012年3月21日 | 第3話 - 第5話   | ANZX-3943/44 | ANZB-3943/44 | ANSB-3943 |
| 3  | 2012年4月25日 | 第6話 - 第8話   | ANZX-3945/46 | ANZB-3945/46 | ANSB-3945 |
| 4  | 2012年5月23日 | 第9話 - 第11話  | ANZX-3947/48 | ANZB-3947/48 | ANSB-3947 |
| 5  | 2012年6月27日 | 第12話 - 第13話 | ANZX-3949/50 | ANZB-3949/50 | ANSB-3949 |

| 巻 | 発売日         | 収録話                 | 規格品番      | 規格品番      |
| 巻 | 発売日         | 収録話                 | BD限定版      | DVD限定版     |
| -- | -------------- | ---------------------- | ------------- | ------------- |
| 1  | 2016年12月21日 | 第1話 - 第2話          | ANZX-12531    | ANZB-12531    |
| 2  | 2017年1月25日  | 第3話 - 第5話          | ANZX-12533/34 | ANZB-12533/34 |
| 3  | 2017年2月22日  | 第6話 - 第8話          | ANZX-12535/36 | ANZB-12535/36 |
| 4  | 2017年3月22日  | 第9話 - 第10話 特別編1 | ANZX-12537/38 | ANZB-12537/38 |
| 5  | 2017年4月26日  | 第11話・特別編2        | ANZX-12539/40 | ANZB-12539/40 |

| 巻 | 発売日         | 収録話                 | 規格品番      | 規格品番      |
| 巻 | 発売日         | 収録話                 | BD限定版      | DVD限定版     |
| -- | -------------- | ---------------------- | ------------- | ------------- |
| 1  | 2017年6月28日  | 第1話 - 第2話          | ANZX-13661/2  | ANZB-13661/2  |
| 2  | 2017年7月26日  | 第3話 - 第5話          | ANZX-13663/4  | ANZB-13663/4  |
| 3  | 2017年8月23日  | 第6話 - 第8話          | ANZX-13665/6  | ANZB-13665/6  |
| 4  | 2017年9月27日  | 第9話 - 第10話 特別編1 | ANZX-13667/8  | ANZB-13667/68 |
| 5  | 2017年10月25日 | 第11話・特別編2        | ANZX-13669/70 | ANZB-13669/70 |

| 巻 | 発売日         | 収録話                    | 規格品番      | 規格品番      |
| 巻 | 発売日         | 収録話                    | BD限定版      | DVD限定版     |
| -- | -------------- | ------------------------- | ------------- | ------------- |
| 1  | 2024年12月25日 | 第1話 - 第2話             | ANZX-17501/2  | ANZB-17501/2  |
| 2  | 2025年1月29日  | 第3話 - 第5話             | ANZX-17503/4  | ANZB-17503/4  |
| 3  | 2025年2月26日  | 第6話 - 第8話             | ANZX-17505/6  | ANZB-17505/6  |
| 4  | 2025年3月26日  | 第9話 - 第10話            | ANZX-17507/8  | ANZB-17507/8  |
| 5  | 2025年4月23日  | 第11話 - 第13話（特別編） | ANZX-17509/10 | ANZB-17509/10 |

| 巻 | 発売日         | 収録話                                          | 規格品番      |
| -- | -------------- | ----------------------------------------------- | ------------- |
| 1  | 2011年6月22日  | 第一期全13話 第二期全13話                       | ANZX-3751     |
| 2  | 2016年6月29日  | 第三期全13話 第四期全13話                       | ANZX-11891    |
| 3  | 2023年11月22日 | 第五期全11話・特別編2話 第六期全11話・特別編2話 | ANZX-16101〜6 |

| 作品タイトル                | 発売日       | 規格品番     | 規格品番     |
| 作品タイトル                | 発売日       | BD限定版     | DVD限定版    |
| --------------------------- | ------------ | ------------ | ------------ |
| 夏目友人帳 いつかゆきのひに | 2014年2月5日 | ANZX-6155/57 | ANZB-6155〜7 |

| 作品タイトル                         | 発売日        | 規格品番     | 規格品番   | 規格品番     | 規格品番   |
| 作品タイトル                         | 発売日        | BD限定版     | BD通常版   | DVD限定版    | DVD通常版  |
| ------------------------------------ | ------------- | ------------ | ---------- | ------------ | ---------- |
| 劇場版 夏目友人帳 〜うつせみに結ぶ〜 | 2019年5月29日 | ANZX-14011/2 | ANSX-14011 | ANZB-14011/2 | ANSB-14011 |
| 夏目友人帳 石起こしと怪しき来訪者    | 2021年5月26日 | ANZX-14023   | N/A        | ANZB-14023   | N/A        |

| 作品タイトル                              | 発売日        | 規格品番       | 規格品番   | 規格品番       | 規格品番   |
| 作品タイトル                              | 発売日        | BD限定版       | BD通常版   | DVD限定版      | DVD通常版  |
| ----------------------------------------- | ------------- | -------------- | ---------- | -------------- | ---------- |
| 夏目友人帳 音のたより                     | 2015年12月2日 | N/A            | ANSX-11030 | N/A            | ANSB-11030 |
| SOUND THEATRE×夏目友人帳 〜音劇の章2018〜 | 2018年5月30日 | ANZX-10088〜90 | N/A        | ANZB-10088〜90 | N/A        |

### 音楽作品
- 夏目友人帳 音楽集 おとのけの捧げもの（2008年9月24日）
- 続 夏目友人帳 音楽集 いとうるわしきもの（2009年3月18日）
- 夏目友人帳 参・肆 音楽集 ひねもすきらりきらり（2012年1月25日）
- 夏目友人帳 主題歌集（2012年6月27日）
- Best Covers 〜夏目友人帳〜（2015年6月27日）（中孝介）
- 夏目友人帳 伍・陸 音楽集 そこに咲いてきた花へ（2017年5月24日）
- 夏目友人帳 漆 音楽集 めぐり逢ひて（2024年12月25日）

## ゲーム
Nintendo Switch、Steam向けアドベンチャーゲーム『夏目友人帳 〜葉月の記〜』（なつめゆうじんちょう はづきのしるし）が、2025年6月5日にリリースされた。

## 劇場アニメ

### 劇場版 夏目友人帳 〜うつせみに結ぶ〜
2017年10月8日の朗読イベントにて劇場アニメ化が発表された。アニメシリーズ初の長編作品として、2018年9月29日より『劇場版 夏目友人帳 〜うつせみに結ぶ〜』（げきじょうばん なつめゆうじんちょう うつせみにむすぶ）のタイトルで公開。原作者の緑川監修によるオリジナルストーリーであり、夏目が出会った切り絵作家の女性・津村容莉枝と彼女の息子・津村椋雄との交流を描く。ゲスト声優として島本須美、高良健吾、バイきんぐが出演する。
主題歌はUru の「remember」。作詞・作曲はUru、編曲はトオミヨウが担当した。
2018年9月29日、30日の公開初週2日間で観客動員数、興行収入、満足度において国内ランキング第1位を獲得。10月21日までに観客動員50万人を突破している。

#### キャスト（第1作）
- 夏目貴志 - 神谷浩史[67]
  - 少年時代 - 藤村歩[67]
- ニャンコ先生 / 斑 - 井上和彦[67]
- 夏目レイコ - 小林沙苗[67]
- 結城大輔 - 村瀬歩[64]
- 藤原塔子 - 伊藤美紀[67]
- 藤原 滋 - 伊藤栄次[67]
- 田沼 要 - 堀江一眞[67]
- 多軌 透 - 佐藤利奈[67]
- 西村 悟 - 木村良平[67]
- 北本篤史 - 菅沼久義[67]
- 笹田 純 - 沢城みゆき[67]
- 名取周一 - 石田彰[67]
- 柊 - ゆきのさつき[67]
- 笹後 - 川澄綾子[67]
- 瓜姫 - 樋口あかり[67]
- ヒノエ - 岡村明美[67]
- 三篠 - 黒田崇矢[67]
- ちょびひげ - チョー[67]
- 一つ目の中級妖怪 - 松山鷹志[67]
- 牛顔の中級妖怪 - 下崎紘史[67]
- 河童 - 知桐京子[67]
- 津村容莉枝 - 島本須美[64]
- 津村椋雄 / ホノカゲ - 高良健吾[64]
- もんもんぼう - 小峠英二（バイきんぐ）[68]
- 六本腕 - 西村瑞樹（バイきんぐ）[68]

#### スタッフ（第1作）
- 原作 - 緑川ゆき[14]
- 総監督 - 大森貴弘[14]
- 監督 - 伊藤秀樹[14]
- 脚本 - 村井さだゆき[14]
- 絵コンテ - 伊藤秀樹、大城美幸、小島正幸、大森貴弘
- 演出 - 伊藤秀樹、大城美幸
- キャラクター設定 - 髙田晃
- 妖怪デザイン・アクション作監 - 山田起生[14]
- サブキャラクターデザイン - 萩原弘光[67]
- レイアウト監修 - 川添政和、冨永拓生
- プロップ設定 - 池田早香
- プロップデザイン - 石本剛啓
- 妖怪文字デザイン - 尻火、合田真さ美
- 切り絵制作 - 大橋忍
- 作画監督 - 田中織枝、山﨑絵里、西川絵奈、近藤奈都子、羽山賢二、大城美幸
- 美術 - 渋谷幸弘[67]
- 色彩設計 - 宮脇裕美[67]
- 撮影監督 - 田村仁、川田哲矢[67]
- 編集 - 関一彦[67]
- 音楽 - 吉森信[14]
- プロデューサー - 横山朱子、矢﨑史、石原史朗、村松紗世子
- アニメーションプロデューサー - 佐藤由美
- アニメーション制作 - 朱夏[14]
- 製作 - 夏目友人帳プロジェクト[67]（アニプレックス、NAS、白泉社、テレビ東京、ローソン、木下グループ）
- 音楽制作・配給 - アニプレックス[67]

#### テレビ放送

##### 特別番組
第1作の劇場公開に先立ち、『「劇場版 夏目友人帳 〜うつせみに結ぶ〜」公開記念特番』が2018年9月にテレビ東京ほかにて順次放送された。出演は神谷浩史（夏目貴志役）、井上和彦（ニャンコ先生 / 斑役）、高良健吾（津村椋雄 / ホノカゲ役）、バイきんぐ（小峠英二〈もんもんぼう役〉、西村瑞樹〈六本腕役〉）。
| 放送日        | 放送時間                     | 放送局            | 対象地域       | 備考     |
| ------------- | ---------------------------- | ----------------- | -------------- | -------- |
| 2018年9月23日 | 日曜 3:45 - 4:15（土曜深夜） | テレビ東京        | 関東広域圏     | 製作参加 |
| 2018年9月24日 | 月曜 2:08 - 2:38（日曜深夜） | テレビ大阪        | 大阪府         |          |
| 2018年9月26日 | 水曜 1:05 - 1:35（火曜深夜） | テレビ愛媛        | 愛媛県         |          |
|               | 水曜 2:00 - 2:30（火曜深夜） | 瀬戸内海放送      | 岡山県・香川県 |          |
|               |                              | 中国放送          | 広島県         |          |
| 2018年9月27日 | 木曜 0:30 - 1:00（水曜深夜） | BSジャパン        | 日本全域       | BS放送   |
| 2018年9月28日 | 金曜 2:13 - 2:43（木曜深夜） | 北海道放送        | 北海道         |          |
|               | 金曜 2:15 - 2:45（木曜深夜） | NST新潟総合テレビ | 新潟県         |          |
| 2018年9月29日 | 土曜 2:15 - 2:45（金曜深夜） | テレビ静岡        | 静岡県         |          |
|               | 土曜 3:05 - 3:35（金曜深夜） | テレビ愛知        | 愛知県         |          |
|               | 土曜 3:13 - 3:43（金曜深夜） | RKB毎日放送       | 福岡県         |          |
| 2018年9月30日 | 日曜 2:10 - 2:40（土曜深夜） | 熊本県民テレビ    | 熊本県         |          |
| 2018年10月1日 | 月曜 1:30 - 2:00（日曜深夜） | 仙台放送          | 宮城県         |          |
| 2018年10月5日 | 金曜 2:34 - 3:04（木曜深夜） | 信越放送          | 長野県         |          |

##### 放送リスト
| 回数 | 放送局          | 放送日         | 放送時間 (JST) | 放送分数 | 備考          |
| ---- | --------------- | -------------- | -------------- | -------- | ------------- |
| 1    | WOWOWシネマ     | 2019年11月29日 | 21:00 - 23:00  | 120分    | テレビ初放送  |
| 2    | WOWOWプライム   | 2019年12月2日  | 20:00 - 22:00  | 120分    | [ 72 ]        |
| 3    | WOWOWシネマ     | 2019年12月7日  | 8:30 - 10:30   | 120分    | [ 73 ]        |
| 4    | アニマックス    | 2020年7月19日  | 20:00 - 22:00  | 120分    | [ 74 ] [ 75 ] |
| 5    | BS12 トゥエルビ | 2021年7月18日  | 19:00 - 21:00  | 120分    | [ 76 ] [ 77 ] |
| 6    | BS12 トゥエルビ | 2024年9月29日  | 19:00 - 21:00  | 120分    | [ 78 ]        |
| 7    | BS12 トゥエルビ | 2025年2月23日  | 19:00 - 21:00  | 120分    | [ 79 ]        |

### 夏目友人帳 石起こしと怪しき来訪者
2020年9月18日にニコニコ生放送で配信された特番にて制作発表され、2021年1月16日に『夏目友人帳 石起こしと怪しき来訪者』（なつめゆうじんちょう いしおこしとあやしきらいほうしゃ）のタイトルで限定公開された。51分の中編作品で、原作21巻収録の「石起こし」と原作24巻収録の「怪しき来訪者」の2編が映像化された。
主題歌はAnlyの「星瞬〜Star Wink〜」。作詞・作曲はAnly、編曲は松ヶ下宏之が担当した。

#### キャスト（第2作）
- 夏目貴志 - 神谷浩史[81]
- ニャンコ先生 / 斑 - 井上和彦[81]
- 田沼 要 - 堀江一眞[81]
- 三篠 - 黒田崇矢[81]
- ヒノエ - 岡村明美[81]
- ちょびひげ - チョー[81]
- 一つ目の中級妖怪 - 松山鷹志[81]
- 牛顔の中級妖怪 - 下崎紘史[81]
- ミツミ - 金元寿子[15]

#### スタッフ（第2作）
- 原作 - 緑川ゆき[81]
- 総監督 - 大森貴弘[81]
- 監督 - 伊藤秀樹[81]
- 脚本 - 大森貴弘（石起こし）、村井さだゆき（怪しき来訪者）[81]
- 絵コンテ・演出 - 伊藤秀樹（石起こし）、大城美幸（怪しき来訪者）[81]
- 妖怪デザイン・アクション作監 - 山田起生[81]
- サブキャラクターデザイン - 萩原弘光[81]
- 作画監督 - 山﨑絵里（石起こし）、田中織枝（怪しき来訪者）[81]
- 美術 - 渋谷幸弘[81]
- 色彩設定 - 宮脇裕美[81]
- 編集 - 関一彦[81]
- 撮影 - 田村仁[81]
- 音楽 - 吉森信[81]
- プロデューサー - 矢﨑史、横山朱子、島田明、村松紗世子
- アニメーションプロデューサー - 佐藤由美
- アニメーション制作 - 朱夏[81]
- 製作 - 「夏目友人帳」製作委員会[81]
- 音楽制作・配給 - アニプレックス[81]

#### 制作（第2作）
エピソード「石起こし」はプロデューサーの一人が「ミツミが可愛い」と発したことをきっかけとして、妖の問題を夏目が解決していくスタンダードなエピソードであることから、制作陣もこれでいいだろうと判断したことによって採用されている。また、もう一つのエピソード「怪しき来訪者」は田沼要のエピソードとなっているが、特定の主要キャラクターを掘り下げるのが困難なテレビシリーズとは異なり、劇場版であればそれも可能だろうと判断されて採用されている。
総監督の大森貴弘は「石起こし」について、これまでのアニメシリーズにおけるスタンダードなスタイルで制作を進めていくために「岩鉄さまの願いを叶えようとするミツミに夏目が寄り添っていく」ところを中心に描いたという。監督の伊藤秀樹はミツミを可愛らしく描いてしまうと、視聴者がイジメのように感じられ物語全体の見え方も変化してしまうため、ミツミの見え方についてはかなり意識したと話している。
伊藤は「怪しき来訪者」について、原作漫画で描かれている来訪者は人間の形をしているものの異様な雰囲気があり、それをアニメーションで表現したいと考えた。前半部分では妖に取りつかれているかもしれないと田沼を本気で心配する夏目のエピソードがあることから来訪者の異様な雰囲気を演出したかったとしており、後半部分では三篠の心情に焦点が移り、三篠と田沼とササメの心情に寄り添うといった流れを作っていくことを考えたという。

#### 放送リスト（第2作）
| 回数 | 放送局       | 放送日         | 放送時間 (JST) | 放送分数 | 備考                           |
| ---- | ------------ | -------------- | -------------- | -------- | ------------------------------ |
| 1    | アニマックス | 2021年11月28日 | 20:00 - 21:00  | 60分     | テレビ初放送、リピート放送あり |

## Webラジオ

### 秋ノ章
タイトルは『ラジオ 夏目友人帳 〜秋ノ章〜』。音泉で2008年10月8日から同年12月31日まで配信されたWebラジオ番組。更新は毎週水曜日に行われた。
パーソナリティは、奇数回を神谷浩史（夏目貴志 役）と菅沼久義（北本篤史 役）、偶数回を井上和彦（ニャンコ先生 / 斑 役）と堀江一眞（田沼要 役）が担当。最終回（第13回）のみ神谷浩史と井上和彦が担当した。
冒頭に、「夏目交換日記帳」として、神谷浩史と井上和彦が相手の担当回にメッセージを送った。

#### コーナー
神谷友人帳
「神谷友人帳」に載りたいリスナーを募集する。載せて欲しい名前と神谷浩史と勝負したいことを募集し、リスナーのかわりに菅沼が対戦する。菅沼が勝てば名前が載ることになっていたが、負けた場合は菅沼友人帳に載るというルールに変更された。
集まれ、妖・なやみちゃん
ささいな悩みや小さ過ぎて人に言えない悩みを募集。
ニャンコ先生の妖怪教室
目隠しをした堀江に押し付けて欲しい物を募集し、それを当てるというコーナー。
ほろ酔い川柳道場
妖怪っぽい、怖〜い5文字の単語をリスナーから募集し、井上・堀江・リスナーの順で作成した一句を即興で解説する。

### 新・秋ノ章
タイトルは『ラジオ 夏目友人帳 〜新・秋ノ章〜』。音泉で2011年10月3日より12月26日まで、毎週月曜日に配信。パーソナリティは、井上和彦（ニャンコ先生 / 斑 役）と堀江一眞（田沼要 役）が担当。

#### ゲスト
- #3, #13 神谷浩史（夏目貴志 役）
- #6 菅沼久義（北本篤史 役）
- #12 木村良平（西村悟 役）

### うつせみの章
タイトルは『ラジオ「劇場版 夏目友人帳 〜うつせみの章〜」』。音泉で2018年7月24日から10月24日まで毎月24日に配信
。パーソナリティは、井上和彦（ニャンコ先生 / 斑 役）と堀江一眞（田沼要 役）が担当。

#### ゲスト
- #1 神谷浩史（夏目貴志 役）
- #2 石田彰（名取周一 役）
- #3 小林沙苗（夏目レイコ 役）
- #4 島本須美（津村容莉枝 役）、大森貴弘（総監督）

### あやかしの章
タイトルは『ラジオ 夏目友人帳 〜あやかしの章〜』。音泉で2020年10月3日から2021年5月26日まで配信。パーソナリティは、井上和彦（ニャンコ先生 / 斑 役）と堀江一眞（田沼要 役）が担当。

#### ゲスト
- #2 金元寿子（ミツミ 役）
- #3 松山鷹志、下崎紘史（中級妖怪 役）
- #4 神谷浩史（夏目貴志 役）
- #5 黒田崇矢（三篠 役）
- #6 岡村明美（ヒノエ 役）
- #7 石田彰（名取周一 役）

## 音楽朗読劇
タイトルは『SOUND THEATRE x 夏目友人帳〜集い 音劇の章〜』。SOUND THEATREによるプロジェクトで、初演が2013年9月28日に東京国際フォーラムホールAにて昼夜公演。再演（〜集い 音劇の章・再び〜）が2015年12月5日に舞浜アンフィシアターにて昼夜公演の他、再演の公演の模様は全国各地の映画館にてライブビューイングを実施。2018年1月6日に『SOUND THEATRE×夏目友人帳〜音劇の章 2018〜』が東京国際フォーラム ホールAにて昼夜公演の他、夜公演の模様は全国各地の映画館にてライブビューイングを実施。
全二幕からなる公演となっていて、初演・再演は第一幕が原作のエピソード「儚い光」を元にした音劇版「儚い光 〜きずな〜」、第二幕は初演・再演ともに共通するのがオリジナル書き下ろしの「偽り神」、初演の昼の部のみ公演されたのが「守り犬」となっている。また2018年公演は第一幕が原作56話を元に放送したテレビアニメ第5期第2話を再構成した音劇版「悪戯な雨」、第二幕は中級妖怪が隣山で出会った岩の姿をした妖怪に様々な音を届けるため、夏目組・犬の会のメンバーたちや貴志までも巻き込んで、音を記録できる石「音石」にいろいろな音を集めて回るというテレビアニメ総監督・大森貴弘によるオリジナル書き下ろしの「そこに響く音を」という構成で上演された。
公演記録
- 原作：緑川ゆき
- 音楽：吉森信

- スタッフ・キャスト
  - 2013年9月『〜集い 音劇の章〜』
    - 脚本・演出：藤沢文翁、脚本監修：大森貴弘
    - 朗読：神谷浩史・井上和彦・堀江一眞・木村良平・菅沼久義・松山鷹志・下崎紘史・桑島法子・浜田賢二・寺崎裕香
    - 演奏：吉森信・室屋光一郎・伊藤彩・浜野考史・森本安弘・島岡智子・岩永知樹・豊永美恵・関根真理

  - 2015年12月『〜集い 音劇の章・再び〜』
    - 脚本・演出：藤沢文翁
    - 朗読：神谷浩史・井上和彦・堀江一眞・木村良平・菅沼久義・松山鷹志・下崎紘史・桑島法子・浜田賢二・寺崎裕香
    - 演奏：吉森信・室屋光一郎・伊藤彩・徳永友美・柳原有弥・島岡智子・岩永知樹・豊永美恵・関根真理

  - 2018年1月『〜音劇の章 2018〜』
    - 脚本：吉永亜矢・大森貴弘、演出：キムラ真
    - 朗読：神谷浩史・井上和彦・伊藤美紀・伊藤栄次・堀江一眞・岡村明美・黒田崇矢・松山鷹志・下崎紘史・知桐京子・久保ユリカ・清都ありさ・郷田ほづみ
    - 演奏：吉森信・室屋光一郎・伊藤彩・徳永友美・柳原有弥・島岡智子・岩永知樹・豊永美恵・関根真理

## コンサート
アニメ15周年を記念した本作初の劇伴コンサートが『アニメ「夏目友人帳」劇伴コンサート 〜いとうるわしき夢より〜』のタイトルで2023年11月23日に熊本城ホールメインホールにて昼夜2公演、2024年3月9日に神奈川県民ホール大ホールにて昼夜2公演にて開催された。演出は藤沢文翁、音楽は吉森信。詩舞として入倉昭鳳が出演。
演奏者
| - ピアノ、指揮 - 吉森信 - ヴァイオリン - 室屋光一郎 - 徳永友美 - 伊藤彩 - 柳原有弥（熊本公演のみ） - 村田晃歌（神奈川公演のみ） - 小寺里奈 - 氏川恵美子 - 山本理紗 - 浮村恵梨子 - ヴィオラ - 島岡智子 - 萩谷金太郎（熊本公演のみ） - 鈴村大樹（神奈川公演のみ） - チェロ - 岩永知樹 - 結城貴弘 - コントラバス - 木村将之（熊本公演のみ） - 赤池光治（神奈川公演のみ） | - パーカッション - 萱谷亮一 - ハープ - 田口裕子（熊本公演のみ） - 安井わかな（神奈川公演のみ） - フルート - 岩崎花保 - クラリネット - 豊永美恵 - 林裕子 - バスーン - 児玉真弓 - 三味線 - 山本ゆきの - 筝、十七弦 - 山野安珠美 - 笛 - 山田路子 - 邦楽囃子 - 島村聖香（熊本公演のみ） - 多田恵子（神奈川公演のみ） |

## コラボレーション
熊本県人吉市の人吉温泉とアニメ『夏目友人帳 参』とのコラボレーションで、2011年7月29日からニャンコ先生のイラストが入った「お誘いポスター」のプレゼント、アニメに登場した風景を巡る「探訪マップ」の配布、オリジナル商品の販売などが行われた。また、同年度からは人吉花火大会のPRキャラクターに起用されている。
2024年12月14日から2025年1月13日に「夏目友人帳×アンドギャラリー」コラボカフェが池袋・道頓堀・名古屋・仙台の4都市で開催。テーマは「みんなのお正月」。
2024年12月4日から、ゲームセンターのプライズグッズに約38cmサイズの『めちゃもふぐっと ニャンコ先生顔型ぬいぐるみ』が順次投入されている。
2025年2月下旬、100円ショップ「セリア」でニャンコ先生デザイン雑貨３種を発売開始。
2025年4月2日からオンキヨーのワイヤレスイヤホン「ANIMA AOW01とのコラボレーションモデルが予約販売開始。同時にクリアファイル、アクスタ、缶バッジ、ワイヤレス充電器といったオリジナルグッズも販売。
2025年8月8日から、九州産交グループとのコラボによる熊本地域応援プロジェクト「『夏目友人帳』in熊本～人吉・球磨～」が熊本市、人吉市、球磨地域で展開される。複合商業施設のSAKURA MACHI Kumamotoでは期間限定グッズの販売やイベントスペースの設置がされるほか、地場の菓子や民芸品とのコラボ商品が販売される予定。また、8月17日にはラッピングバスによるオリジナルバスツアーが九州産交ツーリズムより発売される予定。